# Amplectobeluidae
Los amplectobelúidos (Amplectobeluidae) son un clado de radiodontos que vivieron durante el Cámbrico.

## Definición
En 2014, Amplectobeluidae fue definido como el clado más inclusivo que incluye a Amplectobelua symbrachiata pero no a Anomalocaris canadensis, Tamisiocaris borealis, o Hurdia victoria.

## Descripción
Los amplectobelúidos se reconocen por sus apéndices frontales con un primer endito distal bien desarrollado, que forma una estructura en forma de pinza que presumiblemente es más adecuada para una función de agarre. Los fósiles de cuerpo completo de los amplectobelúidos sólo se conocen por Amplectobelua y Lyrarapax, ambos con una combinación de caracteres parecidos a los de Anomalocaris (es decir cuerpo hidrodinámico, cabeza pequeña con escleritos ovoides, "aletas natatorias" bien desarrolladas y un par de fúrculas caudales). Otro rasgo distintivo que sólo se conoce en los géneros del clado son los pares de estructuras similares a gnatobases (conocidas en Amplectobelua y Ramskoeldia), o un cono oral con una combinación de disposición tetrarradial y nodos parecidos a escamas (conocidos en Lyrarapax y "Anomalocaris" kunmingensis).

## Clasificación
Cerca de 2014, Anomalocaris kunmingensis fue asignada tentativamente a Amplectobelua por Vinther et al. Sin embargo ese mismo año, los descubridores de Lyrarapax unguispinus ignoraron dicha asignación y crearon un nuevo género dentro de Amplectobeluidae.

## Filogenia
Un análisis filogenético a posteriori realizado en 2014 encontró las siguientes relaciones dentro de Amplectobeluidae:

|  | NIGP 154565        |
|  |                    |
|  | Anomalocaris saron |
|  |                    |

|  | Lyrarapax unguispinus                                                                     |
|  |                                                                                           |
|  | \| \| Amplectobelua symbrachiata \| \| \| \| \| \| Amplectobelua stephenensis \| \| \| \| |
|  |                                                                                           |
|  | Amplectobelua symbrachiata                                                                |
|  |                                                                                           |
|  | Amplectobelua stephenensis                                                                |
|  |                                                                                           |

|  | Amplectobelua symbrachiata |
|  |                            |
|  | Amplectobelua stephenensis |
|  |                            |

|  | Lyrarapax unguispinus                                                                     |
|  |                                                                                           |
|  | \| \| Amplectobelua symbrachiata \| \| \| \| \| \| Amplectobelua stephenensis \| \| \| \| |
|  |                                                                                           |
|  | Amplectobelua symbrachiata                                                                |
|  |                                                                                           |
|  | Amplectobelua stephenensis                                                                |
|  |                                                                                           |

|  | Amplectobelua symbrachiata |
|  |                            |
|  | Amplectobelua stephenensis |
|  |                            |